# A Mighty Heart - Un cuore grande
A Mighty Heart - Un cuore grande è un film del 2007 diretto da Michael Winterbottom basato sulle memorie di Mariane Pearl, vedova di Daniel Pearl, giornalista del Wall Street Journal rapito e ucciso a Karachi in Pakistan, dai fondamentalisti islamici, il 1º febbraio 2002.

## Trama
Il 23 gennaio 2002 Daniel Pearl, il responsabile per il Sud dell'Asia del "Wall Street Journal", esce da casa a Karachi per andare a fare l'ultima intervista prima di lasciare la città. L'incontro, ottenuto tramite un intermediario, è con uno dei capi del movimento integralista musulmano. Daniel non farà più ritorno perché l'intervista si rivela essere una trappola. Sarà sua moglie, incinta di sei mesi all'epoca dei fatti, a tramandarne la memoria nel libro "Un cuore grande: la vita e morte coraggiose di mio marito Danny Pearl".

## Produzione
La vedova di Pearl, che all'epoca dei fatti era incinta di sei mesi, viene interpretata da Angelina Jolie che per entrare nella parte ha subito un notevole stravolgimento nell'aspetto, visto che Mariane Pearl è di origine Cubane.

## Distribuzione
È stato presentato fuori concorso al 60º Festival di Cannes.

## Slogan promozionali
- «It was an event that shocked the world. This is the story you haven't heard.»
- «One woman dared to keep hope alive.»
«Una donna che ha superato ogni limite per tenere viva la speranza.»